# 2010-es örmény labdarúgó-bajnokság (első osztály)
A 2010-es Bardzragujn Humb az örmény labdarúgó-bajnokság legmagasabb szintű versenyének 19. alkalommal megrendezett bajnoki éve volt. A pontvadászat 8 csapat részvételével 2010. március 27-én indult, és 2010. november 14-én ért véget. A bajnokságot a címvédő Pjunik csapata nyerte az ezüstérmes Bananc, és a bronzérmes Ulisz előtt. Ez volt a klub 13. örmény bajnoki címe ünnepelte.
Az élvonaltól a pénzügyi nehézségek miatt visszalépő Kilikia búcsúzott, helyét a másodosztály bajnoka, az Ararat vette át.
A gólkirályi címen a bajnokcsapat két játékosa, a brazil származású örmény állampolgár Marcos Pizzelli és Gevorg Gazarjan osztozott 16-16 találattal, az Év Játékosá-nak járó díjat szintén egy Pjunik-játékos, a védekező középpályás Karlen Mkrtcsjan nyerte el.

## A bajnokság rendszere
A bajnokság tavaszi-őszi lebonyolításban zajlott, mely során a csapatok körmérkőzéses rendszerben mérkőztek meg egymással. Minden csapat minden csapattal négyszer játszott: kétszer pályaválasztóként, kétszer pedig vendégként.
A bajnokság végső sorrendjét a 28 forduló mérkőzéseinek eredményei határozták meg a szerzett összpontszám alapján kialakított rangsor szerint. A mérkőzések győztes csapatai 3 pontot, döntetlen esetén mindkét csapat 1-1 pontot kapott. Vereség esetén nem járt pont. A bajnokság első helyezett csapata a legtöbb összpontszámot szerzett egyesület, míg az utolsó helyezett csapat a legkevesebb összpontszámot szerzett egyesület volt.
Azonos összpontszám esetén a bajnoki sorrendet az alábbi szempontok alapján határozták meg:
1. a bajnoki mérkőzések gólkülönbsége
2. a bajnoki mérkőzéseken szerzett gólok száma

A bajnokság győztese lett a 2010-es örmény bajnok. A szabályok értelmében az utolsó helyezett csapat esett volna ki a másodosztályba, azonban ezt a Kilikia visszalépését követően nem vették figyelembe, így tényleges kieső nem volt.

## Változások a 2009-es szezonhoz képest
A 8. helyezett Ararat kiesett, helyét a másodosztály bajnoka, az Impulsz foglalta el.

## Részt vevő csapatok
| Csapat     | Székhely | Stadion                  | 2009        |
| ---------- | -------- | ------------------------ | ----------- |
| Bananc     | Jereván  | Hanrapetakan Stadion     | 4.          |
| Gandzaszar | Kapan    | Gandzaszar Stadion       | 5.          |
| Impulsz    | Jereván  | Dilidzsan városi stadion | 1. (II. o.) |
| Kilikia    | Jereván  | Hrazdan Stadion          | 7.          |
| Mika       | Jereván  | Mika Stadion             | 2.          |
| Pjunik     | Jereván  | Hanrapetakan Stadion     | 1.          |
| Sirak      | Gjumri   | Gjumri városi stadion    | 6.          |
| Ulisz      | Jereván  | Hrazdan Stadion          | 3.          |

## Végeredmény
| #  | Csapat          | M  | GY | D | V  | G+ – G– | GK  | P                                                     | Megjegyzések                                   |
| -- | --------------- | -- | -- | - | -- | ------- | --- | ----------------------------------------------------- | ---------------------------------------------- |
| 1. | PjunikCV, K (B) | 28 | 20 | 5 | 3  | 73–22   | +51 | 65                                                    | 2011–2012-es Bajnokok Ligája – 2. selejtezőkör |
| 2. | Bananc          | 28 | 20 | 4 | 4  | 58–24   | +34 | 64                                                    | 2011–2012-es Európa-liga – 1. selejtezőkör     |
| 3. | Ulisz           | 28 | 17 | 4 | 7  | 44–23   | +21 | 55                                                    | 2011–2012-es Európa-liga – 1. selejtezőkör     |
| 4. | Mika (KGY)      | 28 | 14 | 4 | 10 | 47–31   | +16 | 46                                                    | 2011–2012-es Európa-liga – 2. selejtezőkör1    |
| 5. | ImpulszÚ        | 28 | 10 | 7 | 11 | 29–43   | −14 | 37 \|rowspan="2" style="background-color: #fafafa;"\| |                                                |
| 6. | Gandzaszar      | 28 | 8  | 3 | 17 | 24–45   | −21 | 27                                                    |                                                |
| 7. | Kilikia (K)     | 28 | 4  | 3 | 21 | 19–60   | −41 | 15                                                    | Visszalépett²                                  |
| 8. | Sirak           | 28 | 2  | 4 | 22 | 22–68   | −46 | 10                                                    | Megtarthatta élvonalbeli tagságát³             |

Forrás: Örmény Labdarúgó-szövetség (örményül) 
A rangsorolás alapszabályai: 1. összpontszám, 2. egymás elleni eredmények összpontszáma, 3. gólkülönbség, 4. szerzett gólok száma.
1A Mika nyerte a 2011-es örmény kupát, így a 2011–2012-es Európa-liga 2. selejtezőkörében indult.
²A Kilikia pénzügyi problémák miatt az utolsó forduló előtt visszalépett a 2010-es bajnokságtól, később a 2011-es élvonalbeli küzdelmektől is.
³Az Örmény labdarúgó-szövetség Végrehajtó Bizottságának döntése értelmében a Sirak csapata a 2011-es kiírás élvonalbeli küzdelmeiben vehet részt annak ellenére, hogy az utolsó helyen végzett.
(B): Bajnokcsapat, (K): Kieső csapat, (F): Feljutó csapat, (I): Kupainduló, (R): A rájátszás győztese, (KGY): Kupagyőztes

## Eredmények

### Az 1–14. forduló eredményei
| Hazai \ Vendég1 | BAN | GAN | IMP | KIL  | MIK | PJU | SIR | ULI |
| Bananc          |     | 3–0 | 5–2 | 2–0  | 2–0 | 1–1 | 5–1 | 2–0 |
| Gandzaszar      | 1–2 |     | 1–2 | 3–0  | 1–1 | 1–6 | 1–0 | 0–1 |
| Impulsz         | 0–1 | 1–0 |     | 0–3² | 2–2 | 0–0 | 2–1 | 0–3 |
| Kilikia         | 0–3 | 3–1 | 0–1 |      | 1–1 | 0–3 | 3–1 | 1–3 |
| Mika            | 4–0 | 2–0 | 1–0 | 2–0  |     | 0–2 | 6–1 | 0–1 |
| Pjunik          | 2–3 | 0–1 | 3–0 | 4–2  | 4–2 |     | 4–1 | 1–0 |
| Sirak           | 0–3 | 0–1 | 0–1 | 4–1  | 0–1 | 0–3 |     | 0–2 |
| Ulisz           | 2–2 | 1–0 | 2–0 | 2–0  | 0–0 | 3–1 | 4–0 |     |

Forrás: Örmény Labdarúgó-szövetség (örményül) 
1A hazai csapatok a bal oldali oszlopban szerepelnek.
Színek: Zöld = hazai győzelem; Sárga = döntetlen; Piros = vendéggyőzelem.
²Az Örmény labdarúgó-szövetség a pályán elért 2–3-as végeredményt az Impulsz csapatában jogosulatlanul szerepeltetett játékos miatt törölte, és a vétlen Kilikia javára 3–0-s gólkülönbséggel írta jóvá. 
 

### A 15–28. forduló eredményei
| Hazai \ Vendég1 | BAN | GAN | IMP | KIL  | MIK | PJU | SIR | ULI |
| Bananc          |     | 5–0 | 6–1 | 1–0  | 2–1 | 2–2 | 1–1 | 0–2 |
| Gandzaszar      | 0–1 |     | 1–0 | 3–0² | 0–1 | 0–3 | 3–3 | 0–3 |
| Impulsz         | 0–1 | 1–1 |     | 2–0  | 2–1 | 1–1 | 2–2 | 2–1 |
| Kilikia         | 1–2 | 0–2 | 0–0 |      | 1–4 | 0–1 | 2–1 | 0–3 |
| Mika            | 0–1 | 1–0 | 2–0 | 4–1  |     | 1–3 | 5–1 | 2–3 |
| Pjunik          | 1–0 | 3–0 | 3–3 | 5–0  | 2–0 |     | 5–0 | 5–1 |
| Sirak           | 1–2 | 0–2 | 1–2 | 2–0  | 0–1 | 0–4 |     | 0–1 |
| Ulisz           | 1–0 | 2–1 | 1–2 | 0–0  | 1–2 | 0–1 | 1–1 |     |

Forrás: Örmény Labdarúgó-szövetség (örményül) 
1A hazai csapatok a bal oldali oszlopban szerepelnek.
Színek: Zöld = hazai győzelem; Sárga = döntetlen; Piros = vendéggyőzelem.
²A mérkőzést 3–0-s gólkülönbséggel a vétlen Gandzaszar javára írták, mivel a Kilikia csapata nem jelent meg a mérkőzésen. 
 

## A góllövőlista élmezőnye
Forrás: ffa.am (örményül).
16 gólos
- Marcos Pizzelli (Pjunik)
- Gevorg Gazarjan (Pjunik)

12 gólos
- Eduardo Du Bala (Bananc)

10 gólos
- Ednei (Mika)

9 gólos
- Szamvel Melkonjan (Bananc)
- Mkrtics Nalbandjan (Sirak)

## Nemzetközikupa-szereplés

### Eredmények
| Csapat | Kupa            | Forduló         | Ellenfél    | 1. mérk. | 2. mérk. | Össz. |
| ------ | --------------- | --------------- | ----------- | -------- | -------- | ----- |
| Pjunik | Bajnokok Ligája | 2. selejtezőkör | Partizan    | 1–3      | 0–1      | 1–4   |
| Mika   | Európa-liga     | 2. selejtezőkör | Rabotnicski | 0–1      | 0–0      | 0–1   |
| Bananc | Európa-liga     | 1. selejtezőkör | Anórthoszi  | 0–3      | 0–1      | 0–4   |
| Ulisz  | Európa-liga     | 1. selejtezőkör | Bné Jehuda  | 0–0      | 0–1      | 0–1   |

Megjegyzés: Az eredmények minden esetben az örmény labdarúgócsapatok szemszögéből értendőek, a dőlttel írt mérkőzéseket pályaválasztóként játszották.

### UEFA-együttható
A nemzeti labdarúgó-bajnokságok UEFA-együtthatóját az örmény csapatok Bajnokok Ligája-, és Európa-liga-eredményeiből számítják ki. Örményország a 2010–11-es bajnoki évben 0,250 pontot szerzett, ezzel a 49. helyen zárt.
| Csapat   | SGY | SD | SV | GY | D | V | Bónusz | Pont  | Átlag |
| -------- | --- | -- | -- | -- | - | - | ------ | ----- | ----- |
| Pjunik   | 0   | 0  | 2  | 0  | 0 | 0 | 0,000  | 0,000 |       |
| Mika     | 0   | 1  | 1  | 0  | 0 | 0 | 0,000  | 0,500 |       |
| Bananc   | 0   | 0  | 2  | 0  | 0 | 0 | 0,000  | 0,000 |       |
| Ulisz    | 0   | 1  | 1  | 0  | 0 | 0 | 0,000  | 0,500 |       |
| Összesen | 0   | 2  | 6  | 0  | 0 | 0 | 0,000  | 1,000 | 0,250 |